# Polizeiverordnung
Polizeiverordnungen, in einigen Bundesländern auch Verordnungen über die öffentliche Sicherheit und Ordnung genannt, sind Rechtsverordnungen, die durch die Exekutive (je nach Bundesland Polizeibehörden, Ordnungsbehörden oder Sicherheitsbehörden) erlassen werden können und der Gefahrenabwehr dienen. Voraussetzung einer Polizeiverordnung ist eine allgemeine Gefahr für die öffentliche Sicherheit und Ordnung, die es abzuwehren gilt. Polizeiverordnungen sind Rechtsnormen, die wie ein Gesetz abstrakt-generelle Wirkung haben, d. h. für eine unbestimmte Vielzahl von Sachverhalten und Personen gelten.
Neben den Unterschieden im Sprachgebrauch und in den Zuständigkeiten für den Erlass von Polizeiverordnungen besteht eine wesentliche Übereinstimmung zwischen den Bundesländern darin, dass eine Generalermächtigung (entsprechend zur Generalklausel für Polizeiverfügungen) für den Erlass von Polizeiverordnungen zur Abwehr beliebiger allgemeiner Gefahren besteht (so z. B. § 17 Abs. 1 Polizeigesetz BW oder im ehemals preußischen Rechtskreis §§ 24 ff. PrPVG) oder solche Verordnungen nur zur Abwehr bestimmter, im Gesetz besonders umschriebener Gefahren erlassen werden können. So dürfen in Bayern die Sicherheitsbehörden Sicherheitsverordnungen nur für im Landesstraf- und Verordnungsgesetz eng begrenzte Sachgebiete treffen (z. B. Art. 16 Abs. 1 LStVG, Sicherheitsverordnung die Vergrämung von verwilderten Tauben betreffend zum Schutze des Eigentums und der öffentlichen Reinlichkeit).
Wegen der Möglichkeit weitreichender Aufstellung allgemeiner Verhaltensregeln für die Bevölkerung unterliegen die Polizeiverordnungen in der Regel Zustimmungsvorbehalten demokratisch-gewählter Verwaltungsorgane (Gemeinderat, Kreistag; § 23 PG-BW, §§ 25 ff. PrPVG) oder werden gar durch solche Organe erlassen (§§ 42 ff. LStVG).
Ein weiterer eigentümlicher Unterschied der Polizeiverordnung zur Polizeiverfügung besteht darin, dass Handlungen und Unterlassungen wider eine durch eine Polizeiverordnung begründete Verhaltenspflicht sehr häufig bußgeldbewehrt sind.
Da die gesetzlichen Voraussetzungen für die Vereinbarkeit einer Polizeiverordnung mit höherrangigem Recht sehr unbestimmt sind, können Polizeiverordnungen häufig unzulässig sein.